# Huh Soon-young
Huh Soon-Young (Busan, 20 de maio de 1972) é uma ex-handebolista profissional sul-coreana. medalhista olímpica.
Fez parte da geração medalha de prata, em Atlanta 1996 e e da geração medalha de prata de Atenas 2004 e bronze em Pequim 2008.